# The Blind Side (Padre de familia)
The Blind Side (titulado El punto ciego en Latinoamérica y El lado ciego en España) es el décimo primero episodio de la décima temporada de la serie de televisión Padre de familia. Se emitió originalmente el 15 de enero de 2012 en los Estados Unidos mediante FOX.En el episodio, Peter conoce Stella, la nueva trabajadora que sustituye a Opie y es sorda. Quagmire se enamora de ella y decide hacer una fiesta para las mujeres con discapacidad en el bar, donde Brian conoce a una chica ciega llamada Kate y decide salir con ella. Mientras tanto, Lois sustituye a las escaleras después de Stewie consigue una astilla, pero Peter siempre se resbala y se cae y finalmente decide quedarse arriba para siempre.
El episodio fue escrito por Cherry Chevapravatdumrong y dirigido por Bob Bowen. Cuenta con las actuaciones de invitados de Jessica Barth, Carrie Fisher, Fletcher Sara Gómez Hunter, Christine Lakin, Marlee Matlin, Tara Strong, Visitador Nana, y Robert Wu, junto con varios actores de doblaje recurrentes de la serie. Ha recibido críticas en su mayoría positivas.

## Argumento
Después de que Opie es despedido en la fábrica de cervezas, Peter tiene una nueva compañera atractiva y sorda llamada Stella. Quagmire se detiene y visita a Peter y se enamora de ella, así que organiza una noche de "damas discapacitadas" en la almeja ebria. Mientras que la pandilla está ahí, Brian ve a una mujer atractiva rubia llamada Kate en el bar y con éxito la invita a salir, sólo para descubrir que ella es ciega.Tienen una primera cita muy bonita, pero Brian se horroriza al enterarse de que Kate odia a los perros. Él decide hacerse pasar por un ser humano muy peludo. Cuando los padres de Kate llegaron a visitarla, la invitaron a ella y a Brian a cenar.Desesperado pide la ayuda de Stewie, la noche de la cita Brian llega totalmente vendado con Stewie se hacen pasar por su enfermera tratamiento post-quemadura.Stewie incluso corta cola que mueve de Brian y cauteriza la hemorragia con una vela para mantener la farsa, hasta que finalmente le dice a Kate Brian la verdad sobre sí mismo. Pero Kate dice que aunque le habría superado su creencias anti-perros lo que no superará es el hecho de que le haya mentido.
Por otra parte, Stewie recibe una astilla de escalera gravemente en descomposición de la casa, y Lois decida su sustitución (mientras ella hace caso omiso de una viga del techo cayendo y el hecho de que está atrapada Meg en la sala de estar durante dos días). Todo el mundo le gustan las nuevas escaleras a excepción de Peter, que cae y se lesiona gravemente a sí mismo cada vez que intenta salir de la planta superior. y decide vivir en el segundo piso.Entonces Lois de mala gana reinstala las viejas escaleras haciendo feliz a Peter.